# Wohnhaus Oberneulander Landstraße 141A
Das Wohnhaus Oberneulander Landstraße 141A befindet sich in Bremen, Stadtteil Oberneuland, Oberneulander Landstraße 141A. Das Haus entstand 1930 nach Plänen des Kunstgewerblers Wilhelm Heinrich Rohmeyer aus Fischerhude. 
Es steht seit 2001 unter Bremer Denkmalschutz.

## Geschichte
Das eingeschossige Fachwerkhaus mit drei Giebelseiten, einem reetgedecktem Walmdach und der rückseitigen Veranda wurde 1930 in der Zwischenkriegszeit im Landhausstil für Mally Schmidt gebaut. Bemerkenswert ist die in Norddeutschland eher seltene dekorative kreuzförmige Anordnung des Fachwerks. 
Heute (2018) wird das Haus zum Wohnen genutzt.